# 1337 هـ
1337 هـ هي سنة في التقويم الهجري امتدت مقابلةً في التقويم الميلادي بين سنتي 1918 و1919.

## أحداث
- فرنسا وبريطانيا والولايات المتحدة تدمر القوات الألمانية والنمساوية والتركية.
- إيطاليا تخرج من الحرب بعد أن قامت بتدمير القوات الألمانية فيها وفي حدودها.
- انتهاء الحرب العالمية الأولى، والحلفاء يحتفلون بنصرهم في الحرب العالمية الأولى.
- فرنسا وبريطانيا يعلنون بأنهم أقوى دولتين في العالم.
- الدول العربية المستقلة والغير مستعمرة تهنئ الحلفاء بالنصر في الحرب العالمية الأولى.
- ألمانيا تنشئ علاقات دبلوماسية مع الاتحاد السوفيتي.
- استقلال بولندا.
- الولايات المتحدة تقوم بإنشاء عصبة الأمم.
- فرنسا توقع مع الولايات المتحدة معاهدة تعاون وصداقة.

## مواليد
- أحمد الملط
- أنور الجندي
- فيصل بن تركي الأول بن عبد العزيز آل سعود
- أحمد معروف عبد الرزاق - أديب وكاتب ومؤلف عراقي.
- إدريس كنو
- محمد المختار الشنقيطي
- سعيد الدعجاني
- صالح أحمد العلي
- عبد الحميد الصوفي
- عبد العزيز السلمان
- عبد اللطيف الشهابي
- عمر بهاء الدين الأميري
- محمد أنور السادات
- ناصر المزيعل
- محمود إبراهيم سلامة
- يحيى الشهابي

## وفيات
- أحمد آل حرز
- إدوارد تشارلز بيكرنج
- حسن القره داغي
- حمزة فتح الله
- سليمان آل حرز
- شبر الموسوي
- علي محمود الريماوي
- مارتن هرتمن
- محمد كاظم اليزدي
- ولهلم ليمبروك
- تركي الأول بن عبد العزيز آل سعود
- ابن مسيب
- حفني ناصف
- عبد الله العسيس